# Branko Lazić
Branko Lazić (en serbio, Бранко Лазић, Loznica, 8 de marzo de 1995) es un baloncestista serbio que pertenece a la plantilla del Estrella Roja de la KLS, la primera categoría del baloncesto de su país. Con 1,96 metros de estatura, juega en la posición de escolta.

## Trayectoria deportiva

### Profesional
Comenzó a jugar en las categorías inferiores del KK FMP, disputando la temporada 2006-07 con el equipo júnior y finalmente al año siguiente ya con el primer equipo. Disputó cuatro temporadas, promediando en la última de ellas 7,1 puntos y 3,3 rebotes por partido.
En 2011 fichó por el Estrella Roja, equipo con el que disputa la liga de su país y la ABA Liga. En 2015 firmó una extensión de su contrato con el equipo de Belgrado.

### Selección nacional
Fue un habitual de la selección de Serbia en sus categorías inferiores. Ganó la medalla de oro en el Europeo sub-18 disputado en España en 2007, promediando 5,8 puntos y 1,6 rebotes por partido. Con la selección absoluta disputó los Juegos Mediterráneos de 2009.